# Tiro ai Giochi della XXIX Olimpiade - Pistola 25 metri automatica maschile

## Qualificazioni
| Posizione | Atleta                 | Nazione     | 1º turno | 2º turno | Totale | Note          |
| --------- | ---------------------- | ----------- | -------- | -------- | ------ | ------------- |
| 1         | Keith Sanderson        | Stati Uniti | 289      | 294      | 583    | Q,            |
| 2         | Leonid Ekimov          | Russia      | 291      | 290      | 581    | Q             |
| 3         | Roman Bondaruk         | Ucraina     | 286      | 294      | 580    | Q             |
| 4         | Oleksandr Petriv       | Ucraina     | 289      | 291      | 580    | Q             |
| 5         | Ralf Schumann          | Germania    | 288      | 291      | 579    | Q             |
| 6         | Christian Reitz        | Germania    | 289      | 290      | 579    | Q             |
| 7         | Leuris Pupo            | Cuba        | 288      | 290      | 578    |               |
| 8         | Aleksej Klimov         | Russia      | 288      | 289      | 577    |               |
| 9         | Iulian Raicea          | Romania     | 287      | 289      | 576    |               |
| 10        | Liu Zhongsheng         | Cina        | 281      | 291      | 572    | tolti 2 punti |
| 11        | Júlio Almeida          | Brasile     | 284      | 284      | 568    |               |
| 12        | Ghenadie Lisoconi      | Moldavia    | 282      | 285      | 567    |               |
| 13        | Afanasijs Kuzmins      | Lettonia    | 277      | 288      | 565    |               |
| 14        | Martin Podhráský       | Rep. Ceca   | 276      | 289      | 565    |               |
| 15        | Hasli Izwan Amir Hasan | Malaysia    | 279      | 285      | 564    |               |
| 16        | Martin Strnad          | Rep. Ceca   | 267      | 295      | 562    |               |
| 17        | Bruce Quick            | Australia   | 280      | 280      | 560    |               |
| 18        | Wong Fai               | Hong Kong   | 282      | 276      | 558    |               |
| -         | Zhang Penghui          | Cina        | 288      | -        | -      | dq            |

Q Qualificato per la finale

## Finale
| Posizione | Atleta           | Nazione     | Qual | 1    | 2    | 3    | 4    | Finale | Totale | Note            |
| --------- | ---------------- | ----------- | ---- | ---- | ---- | ---- | ---- | ------ | ------ | --------------- |
|           | Oleksandr Petriv | Ucraina     | 580  | 50.8 | 50.2 | 48.4 | 50.8 | 200.2  | 780.2  | Record olimpico |
|           | Ralf Schumann    | Germania    | 579  | 49.2 | 49.5 | 50.2 | 51.6 | 200.5  | 779.5  |                 |
|           | Christian Reitz  | Germania    | 579  | 50.8 | 49.1 | 52.4 | 48.0 | 200.3  | 779.3  |                 |
| 4         | Leonid Ekimov    | Russia      | 581  | 46.6 | 50.9 | 51.0 | 48.7 | 197.2  | 778.2  |                 |
| 5         | Keith Sanderson  | Stati Uniti | 583  | 48.6 | 48.0 | 47.5 | 49.5 | 193.6  | 776.6  |                 |
| 6         | Roman Bondaruk   | Ucraina     | 580  | 49.4 | 49.6 | 49.0 | 46.7 | 194.7  | 774.7  |                 |